# 御幸橋停留場
御幸橋停留場（みゆきばしていりゅうじょう、御幸橋電停）は、広島市中区千田町三丁目にある広島電鉄宇品線の停留場である。駅番号はU08。

## 歴史
御幸橋の西詰に位置する御幸橋停留場は1912年（大正元年）、宇品線の開業と同時に紙屋町停留場方面から来た路線の終点として開設された。当停留場から先、宇品地区へ向かう区間も次いで建設が企図されたが、そのためにはまず御幸橋が架かる京橋川を越えなければならなかった。当時の御幸橋には軌道を敷設する余裕がなく、また新しく軌道専用橋を架けるにも川幅の広い京橋川を渡るためには長大な橋が必要であったため、ひとまず京橋川への架橋は後回しにしてまず御幸橋の東詰から宇品までの区間で路線が敷設された。この区間は1915年（大正4年）に開通し、当停留場と御幸橋東詰にある停留場（皆実町六丁目停留場を参照）の間は御幸橋を介する徒歩連絡で結ばれた。
架橋を後回しにしてまで宇品までの路線建設を急いだのは、同年に紙屋町および宇品周辺で開催が予定されていた広島県物産共進会までに開通を間に合わせたいという事情があったためで、実際に宇品までの区間が開通したのも共進会の開会3日前のことであった。懸案であった京橋川への架橋は4年後の1919年（大正8年）に達成され、ここに至ってはじめて広島駅から宇品までが電車で直接結ばれた。これは軌道専用橋によるものであったが、1931年（昭和6年）には架け替えにより道路と軌道の併用橋になった2代目の御幸橋に取って代わられた。
太平洋戦争下の1944年（昭和19年）になると御幸橋停留場は営業を休止する。そして1945年（昭和20年）8月6日の広島市への原子爆弾投下により宇品線をはじめとして市内電車は全線が不通となった。それでも宇品線は電鉄前停留場から向宇品停留場までの区間が同月18日には復旧、当停留場もこのとき営業を再開した。なお御幸橋については被爆後も2代目の橋が使用されていたが、老朽化や橋上の交通量の増加の影響もあって1990年（平成2年）に新しい橋へ架け替えられている。

### 年表
- 1912年（大正元年）11月23日：開業[6]。
- 1915年（大正4年）4月3日：宇品線の御幸橋東詰 - 宇品間開業[6]。御幸橋 - 御幸橋東詰間は御幸橋を介する徒歩連絡となる[3]。
- 1919年（大正8年）5月25日：御幸橋 - 御幸橋東詰間の京橋川に電車専用橋が完成[6]。宇品線全線で直通運転となる。
- 1944年（昭和19年）6月10日：停留場の営業を休止[6]。
- 1945年（昭和20年）8月18日：停留場の営業が復旧[7]。
- 2025年（令和7年）8月3日：駅番号を「U05」へ変更[8]。

## 停留場構造
宇品線はほぼすべての区間で道路上に軌道が敷かれた併用軌道であり、当停留場も道路上にホームが置かれている。ホームは低床式で2面あり、2本の線路を挟み込むように向かい合って配置された相対式ホームである。路線の起点から見て左側に広島港（宇品）方面へ向かう下りホームが、右側に紙屋町・本線方面へ向かう上りホームがある。
ホーム長は3両・5両連接車に対応している。上りホームはホーム全長にわたって屋根が設けられているが、下りホームは1両単車の乗車口付近にしか屋根が設けられていない。

### 運行系統
当停留場には広島電鉄で運行されている系統のうち、1号線、7号線、それに0号線が乗り入れる。
| 下りホーム                | 1号線 · 7号線 | 広島港（宇品）ゆき         |
| 上りホーム （紙屋町方面） | 1号線         | （八丁堀経由）広島駅ゆき   |
| 上りホーム （紙屋町方面） | 7号線         | （十日市町経由）横川駅ゆき |
| 上りホーム （紙屋町方面） | 0号線         | 広電本社前ゆき             |

## 停留場周辺
停留場は京橋川に架かる御幸橋の西詰にあり、付近はおおむね住宅街である。西側には中区の文化施設が集積している。停留場のある御幸橋西詰交差点は広島市道霞庚午線、広島県道243号広島港線、広島市道御幸橋三篠線が交差する交通量の多い場所である。
- 修道中学校・修道高等学校
- 広島美容専門学校（学校法人上野学園系列）
- コジマホールディングス中区スポーツセンター
- 広島市工業技術センター
- 平野公園
- 南千田公園
- 千田下水処理場

## バス路線
御幸橋停留場の周辺には「御幸橋」バス停が千田通り沿いと御幸橋西詰通り沿いにあり、広電バス・広島バス・広島交通が停車する。
御幸橋 バス停（千田通り沿い 南行き 県病院前方面 / 吉島西方面）
- 301 まちのわループ 左回り（広電バス・広島バス・広島交通） 県立広島大学前・旭町・大学病院方面
- 50 東西線（広島バス） 吉島西・舟入南・観音新町・アルパーク方面
- 21-1 宇品線（広島バス） 広島港方面 平日朝の1便のみ

御幸橋 バス停（千田通り沿い 北行き 日赤病院前方面）
- 302 まちのわループ 右回り（広電バス・広島バス・広島交通） 富士見町・八丁堀方面
- 50 東西線（広島バス） 平塚町方面
- 21-1 宇品線（広島バス） 紙屋町方面 平日夕方の1便のみ

御幸橋 バス停（御幸橋西詰通り沿い 北行き 八丁堀方面）
- 12（広電バス） 八丁堀・牛田方面

御幸橋 バス停（御幸橋西詰通り沿い 南行き 県病院前方面）
- 12（広電バス） 県立広島大学前・仁保沖町方面

## その他
- トミーテックから発売している「鉄道むすめ」シリーズのキャラクター、「鷹野みゆき」の名字の由来となった駅（停留場）の1つである（広島電鉄宇品線の鷹野橋駅〈停留場〉もそれに該当する）[13]。

## 隣の停留場
広島電鉄
宇品線
広電本社前停留場 (U07) - 御幸橋停留場 (U08) - 皆実町六丁目停留場 (U09)